# Dhimmi
Un dhimmi (in arabo ذمي‎?, collettivo: أهل الذمة, ahl al-dhimma, "Gente della dhimma", Lingua turca zimmi) era un suddito non-musulmano di uno Stato islamico, vale a dire governato dalla shari'a, la legge islamica. Con dhimma si intende anche il "patto di protezione" eventualmente contratto tra non musulmani e un'autorità di governo musulmana.
Lo status di dhimmi era in origine riferito solo all'Ahl al-Kitab ("Gente del Libro"), cioè ebrei e cristiani, ma in seguito anche zoroastriani, mandei e infine agli indù, ai sikh e ai buddhisti. I dhimmi godevano di maggiori diritti rispetto ad altri soggetti non-musulmani, ma di minori diritti legali e sociali dei musulmani.
Lo status di dhimmi venne applicato a milioni di persone vissute tra l'Oceano Atlantico e l'India dal VII secolo all'epoca moderna. Nel tempo, molti si convertirono all'Islam. Molte conversioni furono volontarie e motivate da diverse ragioni, ma le conversioni forzate giocarono un ruolo crescente soprattutto dal XII secolo sotto gli Almohadi nel Maghreb, in Persia e in Egitto, dove il Cristianesimo copto era ancora la religione numericamente dominante. Un'altra fonte della legislazione sui cristiani è il cosiddetto Patto di Omar.

## Trattamento deidhimmi
Ai dhimmi era concesso di praticare la propria religione, soggetti a certe condizioni, e di godere di una certa autonomia. Era loro permessa la sicurezza personale e la conservazione della proprietà a patto di ricevere un consistente tributo e il riconoscimento della supremazia e superiorità musulmana che aveva anche il diritto di umiliare il dhimmi in ogni modo. Dal punto di vista del conquistatore musulmano era la prova concreta della soggezione del dhimmi. Alcune restrizioni e incapacità legali riguardavano i dhimmi, come ad esempio la proibizione di portare armi,andare a cavallo, camminare al centro della strada o costruire case più alte di quelle di un musulmano.
Il primo islam non sembrò animato da uno spirito vessatorio nei confronti dei non musulmani. Lo dimostrano le cospicue eccezioni alla dottrina islamica che si riscontrarono in questo periodo. Ad esempio, il califfo ʿUmar ibn al-Khaṭṭāb - cui si attribuisce il cosiddetto "Patto di ʿOmar", decisamente discriminatorio verso i dhimmi - affidò il comando delle truppe arabo-islamiche dei Banu Quda'a a un arabo cristiano: ʿAdī b. Aws b. Jābir, capo del gruppo tribale dei Kalb, per le operazioni di conquista della Siria cristiano-bizantina, concedendogli forse persino una moglie musulmana. Per contro, il califfo si rese responsabile anche di alcune persecuzioni di cristiani, come il martirio dei 60 soldati di Gaza. Il primo califfo omayyade Mu'awiya ibn Abi Sufyan assoldò come sua truppa scelta di cavalleria, impegnato con efficacia anche in operazioni di polizia contro gli oppositori musulmani del califfo, il corpo dei cosiddetti asāwira (dal persiano asvār, che significa "cavalieri"), composto esclusivamente da soldati iranici di fede zoroastriana.
Pur riconoscendo lo status d'inferiorità cui i dhimmi erano sottoposti nei territori musulmani, Bernard Lewis nota che sotto molti aspetti la loro posizione era "molto più facile di quella dei non cristiani o anche dei cristiani eretici nell'Europa medievale". Ad esempio, i dhimmi non dovevano convertirsi alla religione dei loro dominatori, in applicazione del passaggio coranico (Cor., II: 257) che afferma: "non vi sia costrizione nella fede" (lā ikrāh fī al-dīn). Erano inoltre liberi, entro certi limiti, di scegliere mestiere e residenza. In generale, l'atteggiamento dei musulmani nei confronti dei dhimmi era di disprezzo piuttosto che di odio, paura o invidia, e raramente si esprimeva in toni etnici o razziali. Questa cosiddetta "facilitazione" derivava soprattutto dal fatto che il dhimmi era fonte di guadagno in quanto pagava il salato tributo sulla propria religione.

## Sviluppo delladhimmanel primo Islam

### Condizioni di pace
Allorché i primi musulmani avviarono le loro conquiste, imposero condizioni di resa ad alcuni popoli sconfitti:
(Courbage and Fargues (1995), p. 2)
Un precedente classico della dhimma fu un'intesa tra Maometto e gli ebrei di Khaybar, un'oasi nel Wadī al-Qurā, a settentrione di Medina. Khaybar fu il primo territorio attaccato e conquistato dalla Umma governata da Maometto. Quando gli ebrei di Khaybar si arresero dopo l'assedio musulmano, il Profeta concesse loro di restare in loco, in cambio della cessione annuale ai musulmani di metà dei loro prodotti. L'episodio di Khaybar funse più tardi da precedente per gli studiosi musulmani allorché discussero la questione della dhimma, anche se va detto che il secondo califfo ʿOmar ibn al-Khaṭṭāb cacciò poi gli ebrei dall'oasi.

### Precedenti bizantini
Nel IX secolo lo storico musulmano Baladhuri tracciò alcuni parallelismi tra la dhimma e la legislazione bizantina, scrivendo che gli ebrei erano stati i dhimmi dei cristiani. Alcuni storici moderni concordano che la legislazione discriminatoria contro gli ebrei e i cristiani non melchiti nell'Impero bizantino, e quella contro gli ebrei e i cristiani nell'Impero sasanide persiano, furono usate come fonti ispiratrici per regolarsi coi dhimmi. Tuttavia i giuristi islamici non hanno mai rimandato a queste fonti. Numerose norme del codice Teodosiano del 438 e del codice Giustiniano del 529 sembrano essere migrate nella Shari'a praticamente intatte. Sotto il dominio bizantino, gli ebrei erano obbligati a pregare a bassa voce; le loro preghiere non dovevano essere udite nelle chiese accanto. Costruire o riparare sinagoghe era praticamente proibito, a meno di un rischio di crollo e comunque dietro permesso. Gli ebrei erano banditi dai pubblici uffici e dall'esercito. Non potevano criticare il Cristianesimo, sposarsi con cristiani, o possedere uno schiavo cristiano. Inoltre, gli ebrei pagavano tasse particolari, forse precorritrici della jizya. Tali norme, giustificate da alcuni ḥadīth - modificate in peggio per certi aspetti, nota Bat Ye'or - furono imposte ai cristiani a seguito di dhimma, allorché i territori bizantini furono occupati dai musulmani.

### Testi rilevanti

#### Corano IX:29
L'opinione consensuale degli ʿulamāʾ sostiene l'imposizione del tributo in capo ai non musulmani che cadono sotto il dominio islamico in base alla Sūra IX:29 del Corano. Il versetto dice: 
(Corano, IX, 29)
La parola araba ṣāghirūn (pl. di sāghir), che appare alla fine del versetto 29 della sūra IX, fu usata per giustificare l'imposizione del tributo. Il passo può essere tradotto in termini leggermente differenti, come 'sentirsi sottomessi', 'essere portati in basso', 'essere in stato di soggezione'.
Wehr traduce la parola sāghir con "basso, minore, disprezzato, disprezzabile; umiliato, docile, avvilito; sottomesso, servile; soggetto."
Claude Cahen ricorda come la parola ṣāghirūn sembri dover essere interpretata come il mostrare accettazione da parte del "sottomesso all'Islam o, meglio, come membro di una classe inferiore", accettazione confermata dal pagamento della jizya "ancor più della necessità di una procedura umiliante, che i rigoristi più tardi affermeranno essere espressa nel passo". Cahen cita il riferimento a "ben conosciuti esempi di persone in vista o arabi che si rifiutavano, benché cristiani, di pagare la jizya." Tuttavia, le cronache antiche registrarono numerosi casi in cui il testatico veniva estorto sotto tortura.
Lewis specifica che i giuristi più antichi erano più umani e pragmatici verso i dhimmi di quanto non furono quelli di epoche in cui l'Islam non era più in espansione. Se al-Zamakhsharī - autore del Kashshāf, noto commento coranico dell'XI secolo - fornisce una procedura assai umiliante di esazione della jizya (vedi oltre la sezione "Umiliazione" per una raccolta di citazioni), il giurista dell'VIII secolo Abū ʿUbayd, autore di un classico trattato sulla tassazione, insiste che i dhimmi non devono essere gravati oltre le loro capacità o fatti soffrire. Il famoso giurista Abū Yūsuf, anch'egli dell'VIII secolo, è pure contrario alla procedura umiliante del pretendere la jizya, e dunque a contrario ne dà prova concreta della modalità. Afferma: "Nessun appartenente al Popolo del Libro dovrebbe essere picchiato per estorcergli il pagamento della jizya, né essere esposto sotto il sole bollente, né dovrebbero essere inflitti sul suo corpo oggetti odiosi o cose simili. Meglio sarebbe che fosse trattato con moderatezza". Abū Yūsuf tuttavia ribadiva che la specifica tassa doveva essere esatta ai dhimmi e prescriveva la prigione per coloro che non la pagavano fino in fondo.
Yaʿqūb Jaʿfarī, uno studioso sciita, nel Tafsīr Kosar afferma che il termine ṣāghirūn va inteso così:
- Alcuni giuristi ritengono che ṣāghirūn voglia dire che la jizya deve essere riscossa in maniera umiliante
- Altri giuristi, come lo sciita Shaykh al-Ṭūsī, ritengono che ṣāghirūn significhi semplicemente che i dhimmi debbano sottostare alle leggi islamiche.[21]
- Alcuni hanno inteso che ṣāghirūn significhi che i dhimmi devono pagare la jizya in piedi di fronte all'esattore musulmano che resta seduto.[22]

#### Hadith
Bernard Lewis cita il ḥadīth "Chi uccide un uomo che sottostà al patto non fiuterà nemmeno la fragranza del Paradiso" come base per la protezione del Popolo del Libro. 
Lewis parlando della condizione degli ebrei sotto il dominio islamico afferma:
Tuttavia, in alcuni paesi musulmani, gli ebrei erano obbligati a svolgere i lavori più umili: in Yemen furono costretti a portare via le carogne e pulire le latrine pubbliche nel giorno del sabato. Inoltre, Lewis, pur riconoscendo lo status d'inferiorità a cui i dhimmi erano sottoposti nei territori musulmani, nota che sotto molti aspetti la loro posizione era "molto più facile di quella dei non cristiani o anche dei cristiani eretici nell'Europa medievale".

#### Patto di ʿOmar
Il presunto Patto di ʿOmar, che sarebbe stato concluso tra il califfo ʿOmar ibn al-Khaṭṭāb e i cristiani conquistati, sarebbe stata un'altra fonte di regolamento riguardante i dhimmi. Il documento enumera gli obblighi e le restrizioni che si dice che i cristiani proposero ai conquistatori musulmani come condizioni di resa. Tuttavia gli islamologi occidentali sono per lo più scettici sull'autenticità del Patto, in quanto di norma sono i vincitori, non i vinti, a proporre, o meglio imporre, le condizioni di pace, ed è del tutto improbabile che persone che non parlavano arabo e non sapevano assolutamente nulla dell'Islam potessero redigere quel documento. Addirittura fino a tutta la prima metà dell'VIII secolo il greco fu la lingua franca burocratica dei territori strappati a Bisanzio. La migliore storiografia ritiene che il patto di ʿOmar sia stato prodotto da giuristi più tardi e che l'attribuzione al secondo e al venerato califfo rispondesse all'intento di dare maggio autorevolezza alle loro opinioni. Le sorprendenti somiglianze tra il Patto di ʿOmar da una parte e il Codice Teodosiano e il Corpus Iuris Civilis di Giustiniano dall'altra, suggeriscono che evidentemente interi passi del Patto di ʿOmar fossero presi in prestito da questi codici da giuristi musulmani successivi. Alcune delle norme del patto rispecchiano provvedimenti per la prima volta introdotti dal califfo omayyade Omar II ibn 'Abd al-'Aziz o dai primi califfi abbasidi.

## Status deidhimmi

### Status giuridico e sociale
I dhimmi erano giuridicamente e socialmente inferiori, e la discriminazione era permanente e necessaria, e "inerente al sistema e istituzionalizzata nel diritto e nella pratica", a causa del fatto che ai dhimmi non era permesso di testimoniare contro un musulmano in un processo. I dhimmi non erano però soggetti a violenza e crimini nei loro confronti (sebbene in occasioni di pubbliche crisi si assistevano spesso a pogrom nei loro confronti). Ciò nonostante, dal punto di vista economico, non era loro precluso il raggiungimento di una considerevole ricchezza. Proprio per la condizione legale, era quasi impossibile raggiungere una posizione politica.. Lewis afferma inoltre che il trattamento di fatto dei dhimmi e la realtà sociale della dhimma erano a volte migliori di quanto statuissero le norme scritte.
Nel suo famoso trattato sui fondamenti del governo islamico (Aḥkām al-sulṭāniyya), lo studioso iracheno dell'XI secolo al-Mawardi distingueva due condizioni inerenti alla dhimma: quelle obbligatorie e quelle auspicabili. Le condizioni obbligatorie includevano il divieto di bestemmia contro l'Islam, avere relazioni sessuali o contrarre matrimonio con una musulmana, il proselitismo tra i musulmani e l'aiuto fornito ai nemici dell'Islam. Le condizioni desiderabili includevano invece l'indossare un abbigliamento distinto, il divieto di esporre pubblicamente simboli religiosi della propria fede, il bere vino, il mangiare carne di porco, il suonare le campane, il pregare a voce alta, il seppellire i morti in maniera appariscente, e infine, il cavalcare cavalli e cammelli, ma non scimmie. Queste ultime restrizioni, di natura simbolica, erano intese ad evidenziare l'inferiorità dei dhimmi rispetto ai musulmani.
Friedmann ritiene che il principio per cui "l'Islam è esaltato, e nulla è esaltato al di sopra di esso" (per dirla con Bukhari) avesse effetti tangibili nella relazione tra musulmani e non musulmani. Secondo Lewis, per le società islamiche tradizionali "trattare in modo uguale coloro che seguono la vera fede e coloro che volontariamente la rifiutano" sarebbe stato un'assurdità teologica e logica. Il console americano a Smirne nel primo dopoguerra ebbe ad osservare che un turco governato da un cristiano si sarebbe sentito, secondo le sue parole, come "un americano del Sud degli Stati Uniti comandato da un negro".
Il trattamento dei dhimmi, compresa l'osservanza delle restrizioni loro imposte, variava nei luoghi e nelle epoche secondo la benevolenza di coloro che governavano e le circostanze storiche. La dhimma era oppressa nella maniera più feroce in Marocco nel periodo almohade, in cui gli ebrei sottostavano a ciò che Norman Stillman chiama "degradazione ritualizzata", nonché in Yemen e Persia. 
Allorché uno Stato musulmano era forte generalmente era anche più tollerante; invece il trattamento dei non musulmani si inasprì quando l'Islam divenne debole e declinante. Nel tempo, il trattamento dei dhimmi seguiva un andamento ciclico, sicché a periodi più rilassati seguivano repentinamente periodi di zelante inasprimento delle limitazioni. L'Impero ottomano al suo apice nei secoli XVI-XVII fu generalmente assai più tollerante del "malato d'Europa" quale era diventato nel XIX secolo, in pieno declino politico-militare.

### Aspetti religiosi

#### Conversioni all'islam
Il diffondersi della fede musulmana nei primi secoli di dominio islamico avvenne generalmente in seguito a persuasione e convincimento, benché vi furono anche episodi di conversioni forzate. Molti cristiani, ebrei e zoroastriani si convertirono, anche se vi erano significative differenze nelle percentuali e nei numeri assoluti. La maggioranza degli zoroastriani si convertì rapidamente, quella dei cristiani fu molto più lenta e disomogenea. L'Ebraismo, nonostante fosse più limitato numericamente, sopravvisse ovunque. Lewis spiega che la ragione della rapida conversione degli zoroastriani fu la stretta connessione tra clero zoroastriano e potere politico nell'antico Iran, che oltretutto non possedevano né "lo stimolo di alleati stranieri potenti, come i cristiani, né l'amaro apprendistato alla sopravvivenza degli ebrei". Per i cristiani, il processo di insediamento arabo, conversione all'Islam e assimilazione alla cultura dominante causò la graduale conversione della maggioranza. Per molti di loro, la transizione alla "dhimmitudine", con i suoi svantaggi, fu troppo dura. In alcune aree, come il Maghreb, l'Asia centrale, e la Penisola arabica, essi scomparvero. Gli ebrei invece erano da sempre abituati alle avversità: per loro la conquista araba era solo un cambiar padrone. avevano già appreso ad adattarsi e a sopravvivere in condizioni di menomazione politica, sociale ed economica." La Jewish Encyclopedia riporta l'alto tasso di conversione all'Islam di ebrei denunciati nel XII secolo. Kohler e Gottheil concordano con Grätz, che pensa che la ragione fu "la degenerazione che aveva preso possesso dell'Ebraismo orientale, che si manifestava nelle pratiche più superstiziose" nonché dall'"essere scossi dall'enorme successo degli arabi diventati una potenza mondiale". La Jewish Encyclopedia riporta anche le conversioni di facciata di ebrei all'Islam dopo il 1142 nella Penisola iberica in seguito all'ascesa della intollerante dinastia berbera degli Almohadi.

##### Tolleranza religiosa e conversioni forzate
Da una prospettiva giuridica islamica, il patto di protezione garantiva ai dhimmi la libertà di praticare la loro religione e li esonerava dalla conversione forzata. Inoltre i dhimmi erano utili anche per una serie di fini, soprattutto economici, che erano un altro punto di interesse per i giurisperiti. Infatti, nei primi secoli che seguirono l'espansione islamica, le conversioni forzate non erano la regola. In seguito, i governanti ruppero occasionalmente il patto e i dhimmi furono forzati a scegliere tra l'Islam e la morte. Conversioni forzate si verificarono soprattutto nel Maghreb, in particolare sotto gli Almohadi, una dinastia militante dalle aspirazioni messianiche, e in Persia, dove gli sciiti erano tradizionalmente meno tolleranti.
Nel XII secolo, gli Almohadi uccisero o convertirono con la forza ebrei e cristiani in al-Andalus e in Maghreb, così ponendo fine all'esistenza delle comunità cristiane in Nordafrica, ad eccezione dell'Egitto, estraneo al loro dominio.
Nel tentativo di sopravvivere sotto gli Almohadi, numerosi ebrei presero a praticare esteriormente l'Islam, pur rimanendo intimamente fedeli all'Ebraismo. Ritornarono apertamente ebrei al termine delle persecuzioni almohadi. Nel massacro di Cordova del 1148, il filosofo, teologo e medico ebreo Maimonide si salvò convertendosi all'Islam. Trasferitosi in Egitto, un qadi suo amico e paziente dichiarò invalida la conversione, perché con ogni evidenza carente di niyya (retta intenzione).
Ne risultò che, a causa delle persecuzioni almohadi e di successive persecuzioni in Marocco, molte tribù musulmane dell'Atlante, ma anche molte famiglie di Fez, sverssero origine ebraica.
Dopo le prime grandi ondate di conquista, l'atteggiamento degli Almohadi divenne meno intransigente. Molte sinagoghe precedentemente distrutte, chiuse o convertite in moschee vennero ricostruite o riaperte, molte famiglie convertite con la forza all'Islam vennero autorizzate a riconvertirsi al Giudaismo, alcune anche dopo due o tre generazioni.
Vale la pena di ricordare alcuni episodi accaduti in Persia. All'inizio del XVIII secolo il "clero" sciita (cioè i mullah) tentò di convertire forzatamente tutti i dhimmi, ma non ebbe successo. Nel 1830, tutti i 2.500 ebrei di Shiraz furono convertiti con la forza. Nel 1839, gli ebrei di Mashhad furono massacrati e i sopravvissuti convertiti con la forza.
Gli Almohadi e le autorità yemenite praticavano conversioni forzate di bambini. Ye'or e Parfitt credono che questa pratica si basasse sulla credenza islamica che ogni bambino nascesse naturalmente musulmano. Sospettando della sincerità degli ebrei convertiti all'Islam con la violenza, gli Almohadi strappavano i bambini ebrei dalle loro famiglie e li crescevano come musulmani.
Ondate sporadiche di conversioni con la violenza avvennero in molti luoghi e in diverse epoche: a mo' di esempio, nell'odierna Libia nel 1558-59, a Tabriz nel 1291 e nel 1338, a Baghdad nel 1333 e nel 1334.
Decine di migliaia di armeni furono costretti con la forza a convertirsi all'islamismo durante i massacri hamidiani del 1894-96, e durante il genocidio del 1915-16.

#### Restrizioni al culto
Benché i dhimmi fossero autorizzati a officiare i loro riti religiosi, essi erano obbligati a farlo in maniera non evidente ai musulmani. L'esposizione di simboli religiosi non musulmani come croci o icone era proibita su edifici e nell'abbigliamento, a meno che non si trattasse di abbigliamento distintivo obbligatorio dei dhimmi. Le preghiere ad alta voce, il suono delle campane e dello shofar erano vietati. Stando a un ḥadīth di Maometto "la campana è lo strumento di Satana" (Ṣaḥīḥ di Muslim, 24, 5279). Tale ḥadīth in realtà si riferisce alla musica in generale, non solo alle campane.
I dhimmi avevano il diritto di scegliersi i capi religiosi: i cristiani i patriarchi, gli ebrei gli esilarchi e i gaonim. Però la scelta della comunità era subordinata all'approvazione delle autorità musulmane, che talvolta bloccavano i candidati o prendevano partito per chi "offriva di più".
Ai dhimmi era strettamente proibita qualsivoglia forma di proselitismo a rischio di morte. Né era loro concesso di ostacolare in alcun modo il diffondersi dell'Islam. Altre restrizioni includevano la proibizione di pubblicare o vendere di letteratura non musulmana e il divieto di insegnare il Corano.
I dhimmi dovevano seppellire i propri morti senza lamentazioni o preghiere vistose.
Lo storico Mark R. Cohen afferma che:
((EN)  Cohen, Mark R., 1943- sur authorities.loc.gov/ (Library of Congress Authorities))
 Cohen ritiene che una possibile ragione di questo potrebbe essere che l'Islam, a differenza del Cristianesimo, non ha bisogno di stabilire un'identità separata dal Giudaismo. Egli afferma anche che gli ebrei erano considerati meno minacciosi per i musulmani che dai cristiani durante il periodo medievale. Tuttavia, lo storico George Bensoussan nel suo saggio "Gli ebrei del mondo arabo" riporta numerosi casi di aggressioni e violenze avvenute contro gli ebrei nei Paesi Arabi dovuti al fatto che l'emancipazione degli ebrei veniva percepita come "un evento inconcepibile per l’immaginario di un mondo in cui la sottomissione dell’ebreo aveva finito per costituire una pietra angolare".

#### Luoghi di culto
In base alla Legge islamica, il permesso per i dhimmi di conservare i luoghi di culto e di costruirne di nuovi dipendeva dalle circostanze in cui il territorio era stato conquistato.
La giurisprudenza non era unanime quanto al permesso di riparare chiese e sinagoghe. Il "Patto di Omar" obbliga i dhimmi a non restaurare, di notte o di giorno, alcun luogo di culto che sia caduto in rovina", e Ibn Kathir si dichiarava d'accordo. Nella stessa epoca, al-Mawardi scriveva che i dhimmi possono "ricostruire gli antichi templi e le antiche chiese malandati"". La possibilità da parte delle comunità dhimmi sia di costruire ex novo dei luoghi di culto sia di riparare chiese e sinagoghe dipendeva dal tipo di relazione che intrattenevano con l'autorità musulmana locale e dalla possibilità di corrompere. Secondo il giurisperito al-Nawawi, di scuola shafi'ita, i dhimmi non potevano usare chiese e sinagoghe se il territorio era stato conquistato con la forza. In queste terre, nelle città fondate dopo la conquista e laddove gli abitanti si erano volontariamente convertiti in massa, la legge islamica non consentiva ai dhimmi di costruire nuove chiese e sinagoghe, né di espandere o di riparare quelle esistenti, nemmeno in caso di rovina.
Se una nazione capitolava, secondo al-Nawawi ai dhimmi era permesso di costruire nuovi luoghi di culto solo se il trattato di capitolazione stabiliva che i dhimmi restavano padroni della nazione. In osservanza di questo divieto i califfi abbasidi al-Mahdi, Hārūn al-Rashīd e al-Mutawakkil ordinarono la distruzione nei loro domini di tutte le chiese e sinagoghe costruite dopo la conquista islamica. Nell'XI secolo, l'Imam fatimide, al-Hakim bi-Amr Allah supervisionò la demolizione di varie chiese e sinagoghe in Egitto e in Siria, compresa la Basilica del Santo Sepolcro a Gerusalemme. Al-Ḥākim concesse tuttavia in seguito la ricostruzione degli edifici distrutti.
Ciononostante, i dhimmi qualche volta si arrangiavano ad ampliare chiese e sinagoghe, e perfino a costruirne di nuove, anche se al prezzo di corrompere i burocrati locali, pur di ottenere i permessi. Allorché i luoghi di culto venivano costruiti in città fondate dopo la conquista, i giurisperiti musulmani di solito giustificavano le infrazioni alla Legge islamica affermando che le chiese e le sinagoghe in questione esistevano già negli insediamenti precedenti. Tale logica fu applicata a Baghdad, costruita sul luogo di un omonimo borgo persiano, e in altre città.

#### Blasfemia
La blasfemia era severamente punita sia dai musulmani che dai dhimmi. La blasfemia comprendeva la diffamazione dei testi sacri musulmani, la negazione della profeticità di Maometto, e riferimenti irrispettosi nei confronti dell'Islam. Studiosi di scuola hanbalita e malikita, ma anche gli sciiti, prescrivono la pena di morte in caso di blasfemia, mentre gli hanafiti e in alcuni casi gli shafi'iti difendono la frusta e la prigione per i casi isolati, e riservano la pena di morte solo a coloro che offendono pubblicamente e abitualmente. Al-Mawārdī tratta la blasfemia come un delitto capitale.
Molti dhimmi furono uccisi con l'accusa di avere insultato l'Islam. Se taluni cercarono deliberatamente il martirio, talvolta anche in forma non isolata o sporadica come nel caso dei martiri di Cordova, molti blasfemi erano folli o ubriachi. Non di rado l'accusa di blasfemia era fatta per motivi politici o per vendetta personale, e la paura di essere accusati di blasfemia fu un potente fattore di comportamento pauroso e sussiegoso dei dhimmi nei riguardi dei musulmani. Come scrive Edward William Lane visitando l'Egitto: "Gli ebrei non osano nemmeno aprire bocca quando vengono insultati dall'ultimo degli arabi o dei turchi; questo perché molti ebrei sono stati mandati a morte dietro l'accusa falsa e maliziosa di aver pronunciato parole irrispettose nei confronti del Corano e del Profeta". Le accuse di blasfemia provocavano atti di violenza contro intere comunità dhimmi, come avvenne a Tunisi nel 1876, a Hamadan nello stesso anno, ad Aleppo nel 1889, a Sulaymaniyya e a Teheran nel 1895, o a Mosul nel 1911.

### Tassazione
I dhimmi erano sottoposti al pagamento di tasse in favore dei musulmani - il requisito centrale della dhimma in quanto tale. La Sūra 9:29 stabilisce che la condizione per la cessazione del jihād sia l'esazione della jizya ai non musulmani. La mancanza di detto pagamento farebbe venir meno il patto di protezione della proprietà e della vita del dhimmi, che affronterebbe in tal caso le alternative della conversione, della schiavitù o della morte (o della prigione secondo Abū Yūsuf, qāḍī del califfo abbaside Hārūn al-Rashīd).
La tassazione era nella prospettiva del dhimmi "una concreta continuazione delle tasse pagate sotto i precedenti regimi" e dal punto di vista del conquistatore musulmano era la prova materiale della soggezione del dhimmi. Afferma Lewis che pare che il passaggio dal dominio bizantino a quello arabo fu benvenuto da molti dhimmi che trovarono il nuovo giogo molto più leggero, non solo quanto a tassazione. Perfino alcuni cristiani monofisiti e nestoriani di Siria e monofisiti d'Egitto preferirono il dominio islamico a quello melchita bizantino. Le cronache dell'epoca riferiscono, però, che nell'VIII secolo, dall'Egitto alla Mesopotamia armena, le popolazioni fuggirono in massa dai villaggi a causa della rapacità del fisco degli Arabi. Non sempre, infatti, i Cristiani Orientali accolsero con favore il dominio arabo, come provano diversi scritti dell’epoca che descrivono l’invasione islamica come un flagello voluto da Dio per punirli dei loro peccati e si esprime quindi la speranza che questa possa presto avere fine.
L'importanza dei dhimmi come fonte di profitto per la comunità musulmana è illuminata in una lettera attribuita a ʿUmar I e citata da Abū Yūsuf: "Se conquistiamo i dhimmi e li disperdiamo, che cosa resterà per i musulmani che verranno dopo di noi? Per Dio, i musulmani non troverebbero nessuno con cui parlare e dalle cui fatiche trarre profitto." Le due tasse principali imposte ai dhimmi erano la jizya, un testatico, e il kharāj, un'imposta di tipo fondiario. Le prime cronache usano indifferentemente i due termini. Solo più tardi il kharāj emergerà come tributo in capo al possessore di fondo agricolo quale che sia la religione che professa.
Lewis racconta che in un importante antico resoconto di madhhab malikita, il Muwaṭṭaʾ, riporta che la jizya era richiesta solo ai maschi adulti, in quanto essi soli avevano perso il diritto alla vita in quanto sconfitti, che i dhimmi erano dispensati dalla zakāt, e che ai dhimmi in viaggio per affari venivano prelevate tasse aggiuntive (Muwaṭṭaʾ, XVII, 24,46)
Lo studioso dell'VIII secolo. Abū ʿUbayd consigliava di non sovraccaricare i dhimmi oltre le loro possibilità e di non provocare loro sofferenze. Al-Nawawī, invece era di altro avviso, e richiese che "paga[ssero] la tassa pro capite anche i moribondi, gli anziani... i ciechi, i monaci, i lavoratori, e i poveri inabili al lavoro." Questo avviso fu spesso praticato, tant'è che fonti non musulmane coeve testimoniano la tassazione di morti, vedove e orfani. Al-Nawawī richiede che le imposte non corrisposte restino addebitate al dhimmi finché costui non abbia colmato l'insolvenza. Nell'Impero ottomano i dhimmi dovevano sempre recare con sé una ricevuta che certificava il pagamento della jizya, sotto pena di arresto. Le norme doganali ottomane prevedevano, inoltre, tre tipi di dazi diversi stabiliti non in base alla mercanzia, ma alla religione del mercante: la tariffa più bassa era prevista per i musulmani, quella intermedia per i dhimmi e quella massima per gli "harbì", ovvero le persone che provenivano dalla Casa della Guerra. I sudditi cristiani che lavoravano come rematori nella flotta ottomana ricevevano uno stipendio inferiore rispetto a quello dei loro collegghi musulmani.
Benché generalmente i dhimmi dovessero pagare tasse più alte, Lewis nota che ci sono differenti vedute su quanto ampio fosse l'aggravio. Secondo Stillman "la jizya e il kharāj erano un fardello opprimente per i contadini non musulmani che a malapena sbarcavano il lunario in una agricoltura di sussistenza." In ultima analisi la tassazione addizionale fu un fattore critico che spinse molti dhimmi ad accettare l'Islam.

### Aspetti giuridici

#### Tribunali islamici e tribunali dhimmi
Ai dhimmi era concesso di valersi di tribunali che seguivano propri sistemi legali, nei casi in cui non venissero coinvolti altri gruppi religiosi, non si trattasse di delitti capitali o di minacce all'ordine pubblico. Tuttavia nel tardo Impero ottomano (XVIII-XIX secolo) i dhimmi ricorsero spesso i tribunali islamici. Non solo quando la loro presenza era obbligatoria (ad esempio quand'erano citati in giudizio da musulmani) ma anche per registrare transazioni di diritto privato e commerciale interne alla propria comunità. Si agiva in giudizio nei confronti di musulmani, e di altri dhimmi, anche nel caso di liti intrafamiliari. Si trattava di matrimoni, divorzi, eredità, che venivano decisi in base alla shari'a. I giuramenti prestati dai dhimmi a volte erano gli stessi di quelli dei musulmani, altre volte erano adattati alle diverse credenze.

#### Divieto di testimonianza
Nei casi che ponevano di fronte un musulmano e un dhimmi, la parola dei testimoni musulmani praticamente non lasciava scampo ai dhimmi. Secondo i giurisperiti hanafiti
la testimonianza e il giuramento di un dhimmi non valevano contro i musulmani. Al contrario, i musulmani potevano testimoniare contro i dhimmi. Questa menomazione giuridica poneva i dhimmi in una posizione precaria in cui essi non potevano difendersi contro le false accuse perpetrate da un musulmano, a meno che non producessero dei testimoni musulmani loro favorevoli, oppure corrompessero il qadi. Bat Ye'or ritiene che, oltre ad alimentare la corruzione, il divieto di testimoniare di un non musulmano approfondì la frattura tra le comunità, in quanto i dhimmi cercarono di ridurre la conflittualità latente limitando il contatto coi musulmani.

#### Pena in caso di omicidio di un dhimmi
Nel caso in cui un musulmano uccidesse un dhimmi, tutte le scuole di giurisprudenza islamica, tranne la hanafita stabilivano come massima pena il pagamento di una ammenda monetaria. Non era possibile alcuna condanna a morte. Per i malikiti e gli hanbaliti la vita di un dhimmi valeva la metà di quella di un musulmano. Per gli shafi'iti, cristiani ed ebrei valevano un terzo, gli zoroastriani appena un quindicesimo. Invece gli hanafiti, maggioranza tra i sunniti, ritengono che l'omicidio di un dhimmi debba essere punito con la morte, citando a proposito un ḥadīth in cui Maometto ordinò di giustiziare un musulmano che aveva ucciso un dhimmi. Nella Casa dell'Islam, un musulmano che uccideva un dhimmi non veniva giustiziato, ma doveva pagare un risarcimento ai parenti della vittima: la compensazione da versare era inferiore se la persona assassinata non era musulmana, ed era ulteriormente inferiore se quest'ultima era una donna.
Nello Yemen, se un musulmano di una determinata tribù uccideva un ebreo protetto da un'altra - in quanto ad essa pagava la jizya -, la seconda tribù aveva il diritto di uccidere per rappresaglia un ebreo protetto dalla prima. Ne risultava l'uccisione di due ebrei.
Nel 1919, in seguito alle proteste per il processo e la condanna a morte di uno dei responsabili del genocidio armeno, il Foreign Office commentò: "Non c'è un turco su mille che riesca a concepire che si possa meritare l'impiccagione per aver ucciso dei cristiani".

#### Eredità
La regola generale della legge islamica è che la differenza di religione è di ostacolo all'eredità: né i dhimmi possono ereditare dai musulmani, né l'inverso. Per alcuni giuristi però i musulmani possono ereditare dai dhimmi, mentre il contrario non vale. Alcuni studiosi sciiti giunsero a sostenere che se un dhimmi muore lasciando erede anche un solo musulmano, l'intero patrimonio passa all'erede musulmano a scapito degli eventuali eredi dhimmi. Questa norma fu fonte di frequenti lamentele da parte degli ebrei persiani.

### Sicurezza personale
In base al Patto di ʿOmar i dhimmi non avevano il diritto di portare alcun tipo di armi. Le poche eccezioni furono talune tribù ebraiche sull'Atlante e in Asia Centrale. Ciò nonostante alcuni giurisperiti concessero di usare un dhimmi come soldato ausiliario "come si usa un cane". Nelle regioni di confine i dhimmi venivano a volte reclutati per operazioni militari. In questi casi erano esentati dalla jizya di quell'annata; Non partecipavano alla spartizione del bottino, ma ricevevano solo uno stipendio pattuito.
Essendo proibito portare armi, i non musulmani si affidavano alle autorità musulmane per la sicurezza personale. Di norma queste autorità facevano in modo di proteggere i dhimmi dalla violenza, ma la protezione in occasioni di pubblici disordini non di rado venne meno. Nel Maghreb, nei periodi di interregno e di instabilità, i quartieri ebraici venivano saccheggiati e gli abitanti massacrati o rapiti per ottenere riscatto.
Esplosioni di violenza contro i dhimmi, compresi massacri ed espulsioni, si intensificarono nel tardo XVII secolo. Nel 1790 gli ebrei di Tétouan furono massacrati, quelli di Baghdad nel 1828. Nella metà del XIX secolo la Persia fu spazzata da un'ondata di violenza e conversioni forzate: nel 1834 furono massacrati gli ebrei di Safed, nel 1839 quelli di Mashhad, nel 1867 quelli di Bārfurūsh (attualmente Bābul, nel Māzandarān). Altri scontri occorsero in Marocco, Algeria, Tunisia, Tripolitania e in altri luoghi del Medio Oriente. Nel luglio 1860 a Damasco furono uccisi dai Drusi da 3.000 a 5.000 cristiani e l'eccidio finì solo grazie all'intervento personale dell'Emiro ʿAbd al-Qādir b. Muḥyi al-Dīn al-Ḥasanī (ricordato semplicemente col generico nome di Abd el-Kader), allora in esilio nella città siriana per volere francese. Nell'Iraq, specie nell'area di Mosul, ebrei e cristiani vivevano in uno stato di costante insicurezza. Interi quartieri ebraici furono distrutti nel 1912 a Fez, e non più tardi del 1948 a Ṣanʿāʾ.

### Riduzione in schiavitù
La legge e i costumi islamici vietavano la riduzione in schiavitù di dhimmi liberi entro i territori musulmani. Un'eccezione fu l'asservimento di giovani dhimmi per l'esercito di schiavi del dominatore. La pratica risale agli abbasidi, che reclutavano tali schiavi guerrieri principalmente dai popoli turcofoni non musulmani, e fu reiterata più tardi dagli Ayyubidi che, comperando schiavi provenienti dalla stesse euro-asiatiche, consentiranno loro malgrado l'affermazione della dinastia sultanali mamelucche. Gli Ottomani praticavano un sistema simile, conosciuto con il nome di devşirme, che consisteva nello schiavizzare ogni anno giovani dalle popolazioni cristiane dei province balcaniche, convertendole tuttavia all'Islam, destinate al corpo d'élite dei Giannizzeri.

## LaDhimmanel mondo moderno
Lo status di dhimmi "fu a lungo accettato con rassegnazione dai cristiani e con gratitudine dagli ebrei" ma questo stato di cose cessò dopo l'ascesa degli Stati nazionali cristiani e dopo che le idee egualitarie e liberali della Rivoluzione francese si diffusero tra i dhimmi. I musulmani invece si opposero all'abolizione delle leggi che discriminavano i dhimmi, ma le insistenti e crescenti pressioni delle potenze europee, come pure le pressioni dei riformatori musulmani, rilassarono gradualmente le discriminazioni.
L'efficacia delle leggi della dhimma rimase diffusa nel mondo musulmano fino alla metà del XIX secolo, quando l'Impero ottomano fu costretto dalle potenze europee ad attenuare molte delle restrizioni che gravavano sugli autoctoni non musulmani. Le riforme facevano parte movimento modernizzatore delle Tanzimat (Riforme), che iniziò nel 1839 con l'ascesa al trono del Sultano Abdul Mejid I.
Un editto emanato il 3 novembre 1839, proclamò la parziale uguaglianza dei sudditi senza riguardo alla religione. Questa storica novità era motivata in parte dal desiderio di ottenere il sostegno dell'Impero britannico in caso di conflitto contro l'Egitto de facto indipendente dalla Sublime porta.
Il 18 febbraio 1856 fu emanato un editto, basato sul precedente, e dietro le pressioni degli ambasciatori di Gran Bretagna, Francia (paesi alleati degli Ottomani nella Guerra di Crimea) e Austria. L'editto proclamava ancora il principio di uguaglianza tra musulmani e non musulmani, e introduceva molte riforme specifiche a tal fine. Ad esempio la jizya venne abolita e ai non musulmani fu permesso l'arruolamento nell'esercito.
Nel corso della prima guerra mondiale le minoranze cristiane greche, armene e assire furono perseguitate nell'Impero Ottomano sin dal 1914 con deportazioni di massa, pulizia etnica, espulsioni dai territori e dalle città dove essi erano in forte minoranza o in maggioranza civile non armata, soprattutto in Anatolia. Nel 1915 l'ambasciatore americano a Costantinopoli, Henry Morgenthau, Sr., scrisse che 350.000 armeni erano stati uccisi o lasciati morire di stenti. Le cifre più attendibili sul Genocidio Armeno ammontano oggi tra il milione e i due milioni di vittime, oltre a 1 milione di vittime greche e mezzo milione/un milione di cristiani Assiri che vivevano nell'odierna Turchia orientale, nelle valli del Kurdistan, in Siria e nell'Alta e Media Mesopotamia.
È tuttora vigente nella maggior parte del mondo islamico il divieto per i musulmani di apostasia e per i non musulmani di fare proselitismo, inoltre nonostante siano negli Stati islamici (ad eccezione dell'Arabia Saudita) presenti chiese e luoghi di culto non islamici, rimane piuttosto problematico (se non impossibile) che le minoranze religiose ricevano l'autorizzazione per edificarne di nuovi.
I cristiani assiri o siriaci del circondario di Dora (Dawra) presso Baghdad sono tutt'oggi obbligati a pagare la jizya.. Lo Stato Islamico dell'Iraq e della Siria ha ripristinato la condizione di dhimmi per i non musulmani, ispirandosi in questo all'esempio del Profeta Maometto e dei primi Califfi. L'Arabia Saudita, basandosi sulle stesse fonti, non ammette il diritto di cittadinanza a persone che non siano di religione musulmana.

### Gli studiosi contemporanei e idhimmi
- L'Ayatollah Khomeini nel libro "Sul Governo islamico" indica senza equivoci che i non-musulmani devono obbligatoriamente pagare la jizya in cambio della protezione e dell'assistenza dello Stato; comunque vanno esclusi da ogni partecipazione politica.[103] Bernard Lewis ricorda che l'accusa principale di Khomeini contro lo Scià era la possibilità teorica, in base al diritto allora vigente in Iran, per i non-musulmani d'esercitare l'autorità politica o giuridica sui musulmani.[104]
- ʿAllāma Ṭabāṭabāʾī, eminente studioso sciita contemporaneo, nel commento di un ḥadīth, dove si afferma che il versetto coranico 9:29 abbia abrogato altri versetti invocanti un comportamento benevolo verso i dhimmi, dichiara che l'abrogazione è da intendersi o in senso terminologico o in senso letterale. Nel primo caso, i musulmani si devono comportare nei confronti dei dhimmi in maniera eminentemente benevola ed educata[105].
- Javed Ahmed Ghamidi scrive nel suo Mīzān che certe norme coraniche erano specificate, al di là di altre, solo contro popoli contemporanei a Maometto coinvolti nelle guerre di conquista. Esse richiedevano sottomissione all'Islam ai politeisti dell'Arabia come condizione per l'esonero, e agli altri richiedevano la 'jizya' e la sottomissione all'autorità politica dei musulmani per evitare la condanna a morte e come compenso per la protezione militare. Perciò, dopo il Profeta e i suoi Compagni, non esisterebbe alcun obbligo per i musulmani di intraprendere guerra per propagare e consolidare l'Islam.[106][107]
- Il giurista sciita, il Grande Ayatollah Nasser Makarem Shirazi, stabilisce nella selezione del Tafsir Nemooneh che la principale filosofia della jizya è che essa è il solo aiuto finanziario per quei musulmani che hanno l'incarico di garantire la salvaguardia della sicurezza dello Stato e delle vite e delle proprietà dei dhimmi nell'interesse di questi ultimi.[108]